# Alfons Wojewski
Alfons Wojewski (*  19. Mai 1912 in Gossentin, Kreis Neustadt in Westpreußen; † 3. November 1992 in Warschau) war ein polnischer Urologe und Hochschullehrer in Stettin.

## Leben
Wojewskis Vorfahren waren seit Jahrhunderten in der Kaschubei ansässig. Alfons Wojewski war das 9. Kind des Guts- und Wassermühlenbesitzers Józef Wojewski und seiner Frau Maria geb. Willa.

### Schule und Studium
Zu Beginn der Zweiten Polnischen Republik Pole geworden, besuchte er nach der Grundschule in Bohlschau die Klassische Mittelschule in Wejherowo. Nach dem Abitur leistete er 1932/33 den obligatorischen Militärdienst in der Kavallerie-Offizierskadettenschule in Grudziądz (Graudenz). 1933 schrieb er sich an der Medizinischen Fakultät der Universität Posen (Poznań) ein. Er befasste sich mit Pathologischer Anatomie, spielte in einem Studentenorchester und war Mitglied der Akademischen Korporation Baltia. 1939 erhielt er sein medizinisches Diplom. Beim deutschen Überfall auf Polen wurde er zum Polnischen Heer vor dem Zweiten Weltkrieg eingezogen. Anschließend diente er in Parczew als Arzt in einem Militärkrankenhaus. Nach der Evakuierung des Krankenhauses ging er nach Gotenhafen.

### Arzt und KZ-Häftling im Zweiten Weltkrieg
Dort war er nach der Kapitulation im September bis Dezember 1939 Assistenzarzt in der Chirurgie des  städtischen Krankenhauses, das im Gebäude des Gerichts in Gdynia untergebracht war. Im Juni 1940 wechselte er in die Chirurgie des Kreiskrankenhauses in Wejherowo. Chefarzt war Dr. Alfred Pahnke (1905–1945). Wojewski heiratete am 25. Oktober 1941 Hildegarda Tutkowska (1916–1990) aus Gdynia. Während der Deutschen Besetzung Polens 1939–1945 beteiligte er sich als Arzt aktiv an der Untergrundarbeit. Ab 1940 gehörte er zunächst der Organisation Polska Żyje („Polen lebt“) an. Später leitete er den Gesundheitsdienst der geheimen Militärorganisation Gryf Pomorski (Pommerscher Greif). 1943 wurde er in ein Krankenhaus in Deutsch Eylau verlegt. Am 3. Mai 1943 wurde er von der Geheimen Staatspolizei in Danzig verhaftet. Im Untersuchungsgefängnis wurden Häftlinge während der Verhöre geschlagen und gefoltert, so auch Wojewski. Am 12. Juli 1943 wurde er in das KZ Stutthof verbracht, wo er bis zum Ende des Krieges blieb. Er leistete im Revier chirurgische Arbeit und gewährte gefährdeten Häftlingen medizinische Hilfe, oft unter Einsatz des eigenen Lebens. Am 13. Januar 1944 wurde er mit norwegischen Gefangenen (Polizisten) in das „Germanenlager“ verlegt. Dort wurde ihm eine halbe Kaserne mit der Aufgabe zugewiesen, eine Krankenstation mit 30 Betten einzurichten. Drei Norweger sollten ihm helfen. Die Morbidität der Norweger war gering, da sie gut ernährt waren und nicht arbeiteten. Sie erhielten Lebensmittel aus der SS-Küche und regelmäßige Pakete vom Internationalen Roten Kreuz. Wojewski zog sie auf seine Seite und erhielt vom Lagerkommandanten die Erlaubnis, einen Großteil ihrer Essensreste in das Revier zu bringen. Das bewahrte Dutzende von unterernährten Revierpatienten vor dem Hungertod. Kurz vor der Auflösung des Lagers wurden die Norweger von der SS zur Arbeit an einem Straßenbauprojekt ausgewiesen, weil sie sich weigerten, mit den Deutschen zusammenzuarbeiten. Außerdem wurde ihnen das Essen aus der SS-Küche vorenthalten. Wojewski wurde als Leiter des Reviers zurückversetzt. Beim Todesmarsch einer Häftlingskolonne gelang ihm im Winter 1944/45 die Flucht in die Vororte von Wejherowo. Dort versteckte er sich bis zum Einmarsch der sowjetischen und polnischen Armee.

### Frühe Nachkriegszeit

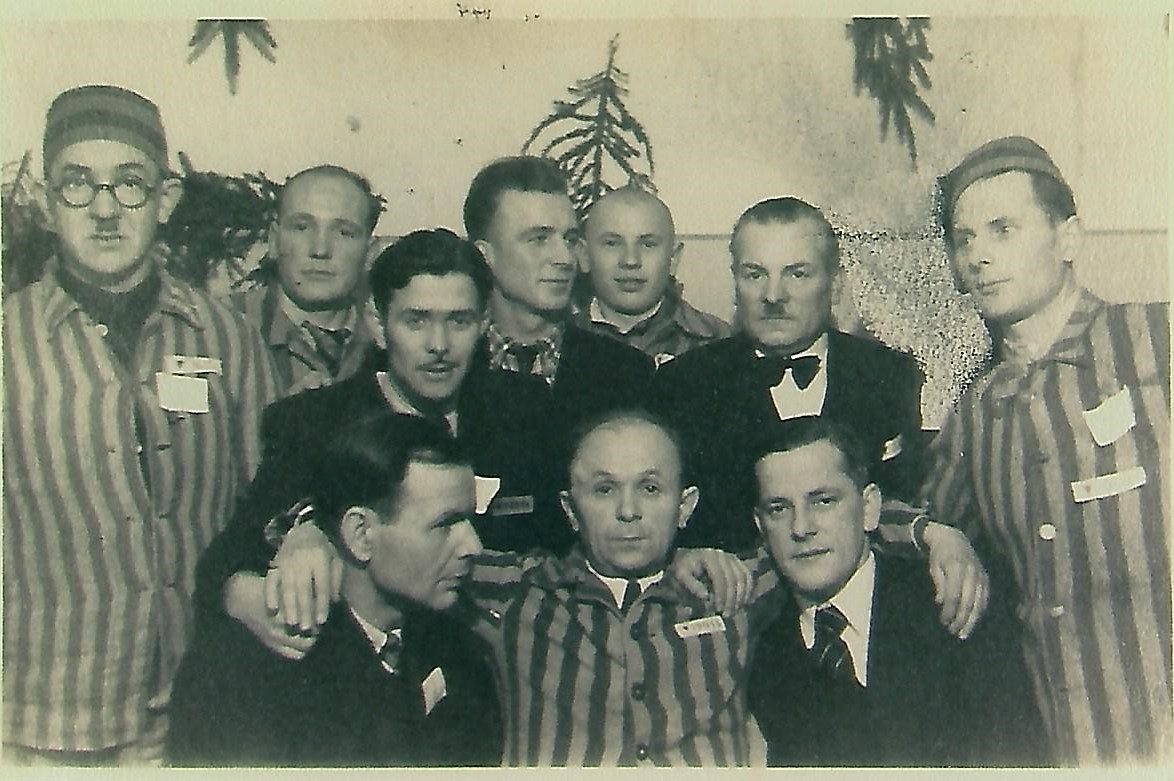
Nachkriegstreffen mit ehemaligen Häftlingen des KZ Stutthof

Nach der Befreiung der Konzentrationslager und dem Kriegsende beteiligte sich Wojewski am Wiederaufbau der zerstörten Krankenhäuser in Gdingen, Neustadt und Puck. Zunächst war er als Chirurg im Krankenhaus in Wejherowo tätig. Im März 1945 ging er auf Befehl des Militärkommandanten nach Gdynia. Noch während der Kämpfe um Oksywie (Gdynia) und die Halbinsel Hel arbeitete er in der chirurgischen Abteilung des Städtischen Krankenhauses. Nachdem polnische Chirurgen nach Gdynia gekommen waren, wurde er Direktor des Krankenhauses in Puck. Er leistete den Kranken und Verwundeten erste Hilfe, vor allem den ehemaligen Häftlingen von Stutthof.
Bei dem Anthropologen und Medizinhistoriker Adam Wrzosek schrieb er seine Doktorarbeit, mit der er 1946 in Posen zum Doktor der Medizin promoviert wurde. 1946–1949 war er Leiter der chirurgischen und gynäkologischen Abteilung und Ärztlicher Direktor des Kreiskrankenhauses in Kwidzyn (Marienwerder). 1949 wurde er wegen seiner Tätigkeit in Gryf Pomorski und seiner Hilfe für verwundete und kranke Häftlinge grundlos vom Amt für öffentliche Sicherheit (UB) verhaftet und einer einjährigen „Untersuchung“ unterzogen. Er wurde in einem Gefängnis in Gdańsk festgehalten und gefoltert – zum Teil in denselben Räumen und von denselben Männern wie sechs Jahre zuvor.

### Fachausbildungen in Danzig
Wojewski begann seine akademische Laufbahn an der Medizinischen Akademie Danzig. Ab 1950 arbeitete er bei Stanisław Nowicki (1893–1972) in der 1. Abteilung für Chirurgie. Ab 1953 war er bei dem aus Wilna gekommenen Zdzisław Kieturakis (1904–1971) in der 3. Abteilung für Chirurgie. Bei Tadeusz Lorenz (1906–1986) spezialisierte er sich auf Urologie. Wojewski war auch Verwaltungsdirektor des Klinischen Krankenhauses Nr. II in Gdańsk. Zum Facharzt ernannt wurde er für Chirurgie (1953) und für Urologie (1954). Mit Lorenz organisierte er in Gdańsk am 18. Juni 1955 die 7. Urologentagung.

### Urologie in Stettin
1955 beauftragte das Gesundheitsministerium Wojewski an der Pommerschen Medizinischen Akademie in Stettin mit der Einrichtung der Urologischen Klinik und der urologischen Behandlung in Westpommern. Im August 1955 wurde eine urologische Abteilung mit 30 Betten in der 2. Chirurgischen Klinik in Pomorzany (Pommerensdorf) eröffnet. Chef der Chirurgie war Rafal W. Heftman (1908–1977) aus Schlesien. Die von Wojewski geleitete Urologie erhielt Geräte und Instrumente, die die Nothilfe- und Wiederaufbauverwaltung der Vereinten Nationen der I. Chirurgischen Klinik der Pommerschen Akademie gestiftet hatte. Trotz schwieriger Bedingungen wurden 40–45 stationäre Patienten behandelt. In kurzer Zeit wurde eine urologische Ambulanz eingerichtet. Wojewski brachte die Klinik in kurzer Zeit auf das Niveau moderner Kliniken, sowohl im wissenschaftlichen als auch im Lehr- und Dienstleistungsbereich. Es wurden drei Abteilungen für Männer, Frauen und Kinder eingerichtet. Mit 62 Planbetten und einem eigenen Operationssaal erlangte die Klinik 1962 die Eigenständigkeit. Nur sechs Jahre (1968–1974) bestand das von ihm in Stettin errichtete Dialysezentrum. In Vororten Stettins richtete er zwei Außenstellen seiner Klinik ein:
- 1958–1987 für urogenitale Tuberkulose mit 40 Betten in Zdunowo (Hohenkrug)[2]
- 1965–1975 für Kinder mit Harninkontinenz und Enuresis mit 80 Betten in Nowe Czarnowo (Neu Zarnow), das einzige Zentrum dieser Art in Polen

Für zwei Amtszeiten wurde Wojewski 1962 und 1965 zum Dekan der Medizinischen Fakultät gewählt. 1968–1974 war er Vizerektor für klinische Angelegenheiten. Er trat 1979 in den Ruhestand und ließ sich in Warschau nieder. Dort engagierte er sich fast 12 Jahre lang für die Medizinische Genossenschaft der Ordinarien und Professoren. Er starb mit 80 Jahren und wurde auf dem Solipce-Friedhof in Warschau (Ursus) beigesetzt.

## Wissenschaft

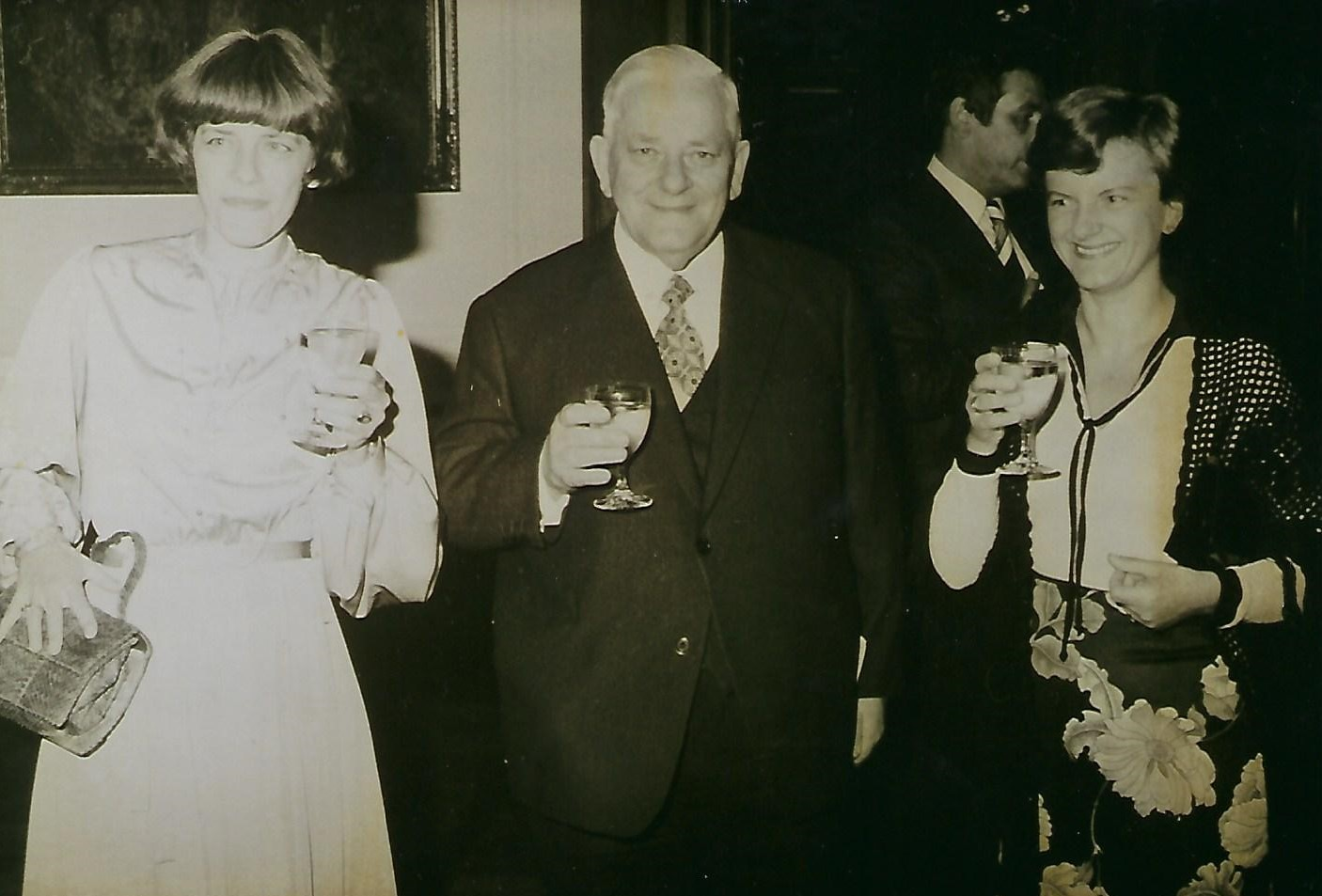
Wojewski und seine Töchter auf dem Urologenkongress in Essen (1978)

1957 erhielt Wojewski den Grad eines Kandidaten der medizinischen Wissenschaften. Auf der Grundlage seiner Habilitationsschrift über die Diagnose des Prostatakrebses erwarb er am 19. Januar 1961 den Grad eines Dozenten. Er wurde 1966 zum a.o. Professor und 1972 zum o. Professor ernannt. Er betreute 12 Dissertationen und eine Habilitation. Er schrieb 132 Publikationen und fünf Monografien und war Mitautor von vier Lehrbüchern für Ärzte und Medizinstudenten. Er befasste sich mit Nierensteinen, Tumoren und Fehlbildungen, mit dem Hermaphroditismus und vor allem mit dem Prostatakrebs; er modifizierte eine Prostatektomie. Er besuchte Kliniken in Barcelona, Berlin, Bonn, London, Lyon, Paris, Rostock und Wuppertal. Anregungen setzte er alsbald in Stettin um. 1965 und 1966 leitete er Urologenkongresse in Kołobrzeg (Kolberg) und Stettin. Er war Mitglied der Europäischen Gesellschaft für Urologie.

## Nachfahren
Alfons und Hildegarda Wojewski hatten zwei Töchter auf, Elżbieta (1942–2021) und Janina (* 1947). 

## Ehrungen
- Präsident der Polnischen Urologengesellschaft (1964–1966)
- Ehrenmitglied der Polnischen Urologengesellschaft
- Vorsitzender der polnischen Sektion der Société internationale d'urologie
- Auszeichnung Erster Klasse des Ministers für Gesundheit und Soziales
- Goldenes Verdienstkreuz der Republik Polen
- Orden Polonia Restituta, Ritterkreuz
- Orden Polonia Restituta, Offizierskreuz
- Medaille des Sieges und der Freiheit 1945
- Medaille der Kommission für Nationale Bildung
- Verdienstmedaille der Pommerschen Medizinischen Universität
- Medaille zum 25-jährigen Bestehen der Pommerschen Medizinischen Universität
- Goldener Pommerscher Greif
- Medaille für Verdienste um die Entwicklung der Woiwodschaft Koszalin
- Medaille für vorbildliche Arbeit im Gesundheitswesen
- Goldmedaille des Norwegischen Roten Kreuzes, für die medizinische Betreuung norwegischer Gefangener im KZ Stutthof (1990)

## Werke (Auswahl)
- Zur Frage des wahren Zwittertums. Urologia Internat 9 (1959), S. 52–61.
- W sprawie rozpoznawania raka gruczołu krokowego. Szczecińskie Towarzystwo Naukowe 6 (1961), S. 1.
- Rak gruczołu krokowego. Szczecińskie Towarzystwo Naukowe 15 (1961), S. 1.
- The evaluation of methods applied in diagnosis of prostatic cancer. Urologia Internat 14 (1962), S. 140–159.
- mit Stanislaw Krason: A true hermaphrodite. J Urol 88 (1962), S. 539–541.
- Reticulum cell sarcoma with primary manifestation in testis. J Urol 89 (1963), S. 709–711.
- mit Stanislaw Krason, Ryszard Roessler und Alina Laska: Experimental tumors of the urogenital system. J Urol 92 (1964), S. 568–573.
- mit Wojciech Kossowski: Total diphallia: a case of plastic repair. J Urol 91 (1964), S. 84–86.
- mit Dagna Przeworska-Kaniewicz: The influence of stilbestrol and testosterone on the growth of prostatic adenoma and carcinoma in tissue culture. J Urol 93 (1965), S. 721–724.
- Pamiętnik X zjazdu naukowego Polskiego Towarzystwa Urologicznego w Szczecinie 17–18 czerwca 1966 r. Polskie Towarzystwo Urologiczne, Stettin 1967.
- Die radikale Prostatektomie beim Prostatakarzinom. Zentralbl Chir 92 (1967), S. 3080.
- mit T. Zajaczkowski: The treatment of bilateral staghorn calculi of the kidneys. Int Urol Nephrol 5 (1973), S. 249–260.
- Klinika Urologii. Annales Academiae Medicae Stetinensis, Suppl. 19 (1980), S. 213–217. (poln.)